# No Holding Back
«No Holding Back» (с англ. — «Никаких сдерживаний») — сингл голландского диджея Hardwell при участии британского гэридж-исполнителя Крейга Дэвида. Ожидалось, что песня станет первым синглом с предстоящего второго студийного альбома Hardwell (так и не выпущенного), и она вошла в шестой студийный альбом Дэвида Following My Intuition. Она была выпущена в виде цифровой загрузки 19 августа 2016 года лейблами Insanity Records, Speakerbox Media и Sony Music.

## Создание песни
19 марта 2016 года, на второй день Ultra Music Festival 2016, во время выступления голландского диджея и продюсера Hardwell, Дэвид появился в качестве приглашенного артиста на его новом треке «No Holding Back». 19 августа 2016 года, ровно через пять месяцев, оба артиста объявили в своих социальных сетях, что это будет их следующий сингл после выступления. Сингл был анонсирован вместе с датой выхода нового альбома Дэвида, а также его последнего сингла «Ain’t Giving Up». Трек содержит два третьих куплета Дэвида из выступления.

## Клип
Клип на песню был выпущен в тот же день, когда он был анонсирован, после 30-секундного отрывка предварительного просмотра на официальных аккаунтах Hardwell и Дэвида в Facebook. В клипе показано выступление дуэта на фестивале Ultra Music Festival, а также фотографии Hardwell и Дэвида в Майами-Бич перед выступлением, что похоже на последний сингл Дэвида «One More Time».

## Список композиций
| №  | Название          | Длительность |
| -- | ----------------- | ------------ |
| 1. | «No Holding Back» | 2:44         |

| №  | Название                             | Длительность |
| -- | ------------------------------------ | ------------ |
| 2. | «No Holding Back (Henry Fong Remix)» | 3:50         |

## История выпусков
| Страна | Дата            | Формат              | Лейбл                    |
| ------ | --------------- | ------------------- | ------------------------ |
| США    | 19 августа 2016 | CD digital download | Insanity Speakerbox Sony |